# Johannes von Müller

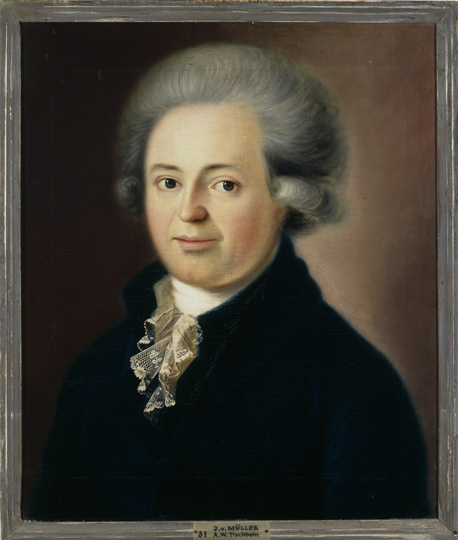
Johannes von Müller, Gemälde von Anton Wilhelm Tischbein, 1787 oder 1788, Gleimhaus Halberstadt

Johannes von Müller (* 3. Januar 1752 in Schaffhausen; † 29. Mai 1809 in Kassel) war ein Schweizer Geschichtsschreiber, Publizist und Staatsmann. Als Johannes Müller geboren, wurde er am 6. Februar 1791 von Leopold II. als Edler von Müller zu Sylvelden in den Adelsstand erhoben.

## Leben
Johannes Müller war der Sohn des Pfarrers und Lehrers Johann Georg Müller (1722–1779) und der Anna Maria Schoop (1724–1790) und der ältere Bruder des Schaffhauser Theologen, Pädagogen und Staatsmanns Johann Georg Müller (1759–1819).
Er studierte 1769–71 in Göttingen Theologie und begann dort, angeregt von August Ludwig von Schlözer, über den kimbrischen Krieg eine aufsehenerregende lateinische Abhandlung zu schreiben, die 1772 in Zürich erschien. Freundschaft u. a. mit Johann Wilhelm Ludwig Gleim und Johann Georg Jacobi, Beginn der Korrespondenz mit Friedrich Nicolai und Mitarbeit an dessen Allgemeiner Deutscher Bibliothek (ADB).
Er legte 1772 das theologische Examen in Schaffhausen ab und wurde Professor der griechischen Sprache am dortigen Collegium Humanitatis. 1773 wurde er Mitglied der Helvetischen Gesellschaft und begründete seine Freundschaft mit Karl Viktor von Bonstetten. 1774–75 war er Hauslehrer der Söhne des wohlhabenden Staatsrates Jacob Tronchin (1717–1801) in Genf; in dieser Zeit hatte er Kontakt zu Voltaire. 1776–1780 lebte er am Genfersee als Hauslehrer, Gesellschafter und Privatgelehrter bei dem Amerikaner Francis Kinloch, dem Philosophen Charles Bonnet und dem ehemaligen Genfer Generalprokurator Jean-Robert Tronchin (1710–1793). Müller stand in regem Briefwechsel mit führenden europäischen Aufklärern und Staatsmännern (in der Schweiz z. B. mit Gottlieb Emanuel von Haller (1735–1786), Johann Heinrich Füssli (1745–1832), Beat Fidel Zurlauben etc.), die ihn ermunterten, seine Schweizer Geschichte zu vollenden, für die er umfangreiche Quellenbestände exzerpierte. 1775–1780 erkundete er jährlich die meisten Schweizer Gegenden, 1778–1780 hielt er verfassungs- und universalgeschichtliche Vorlesungen.
1780 erschien der erste Band von Die Geschichten der Schweizer in Bern (mit dem fingierten, programmatischen Druckort Boston) und erregte im deutschen Sprachraum Aufsehen.
Nach einem Aufenthalt in Berlin im Winter 1780/81, wo er von Friedrich dem Großen empfangen, aber nicht beschäftigt wurde, wirkte er 1781–82 als Professor der Geschichte und Statistik am Collegium Carolinum in Kassel. Im November 1782 wurde er dort Subbibliothekar. In Kassel war Müller kurz Mitglied des Illuminatenordens, andererseits stand er dort auch, wie seine Freunde Georg Forster und Samuel Thomas Sömmerring, dem Rosenkreuzerorden nahe. 1782 veröffentlichte er anonym anlässlich des Deutschlandbesuches von Papst Pius VI. seine gegen Joseph II. gerichtete Schrift Reisen der Päpste.
Müllers Freundschaft mit Johann Gottfried Herder, der neben Gotthold Ephraim Lessing geschichtsphilosophisch stark auf ihn wirkte, wurde im März 1782 begründet, als Müller seinen Bruder Johann Georg in Weimar besuchte, der bei Herder als Privatschüler den Winter 1781/82 verbrachte (beide Brüder Müller waren ab 1805 an der ersten Herder-Werkausgabe als Mitherausgeber beteiligt). Dort kam es auch zur ersten Begegnung mit Johann Wolfgang Goethe, der Müller bis zu seinem Tod freundschaftlich verbunden blieb.

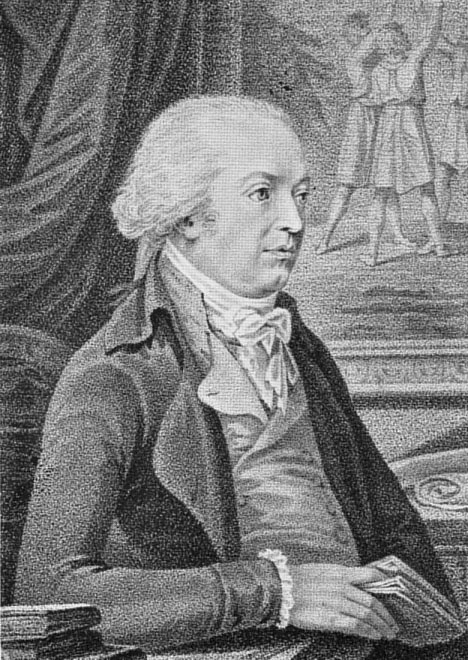
Johannes von Müller

Der Mainzer Kurfürst, Erzbischof und Reichserzkanzler Friedrich Karl Joseph von Erthal berief Müller, nachdem er die Jahre 1783–85 wieder als Privatgelehrter in Genf, Schaffhausen und Bern verbracht hatte, 1786 als Hofbibliothekar nach Mainz. Dort vollendete er die Bände I (Neufassung), II (1786) und III.1 (1788) seiner Schweizer Geschichte (die Bände III.2, IV und V.1 erschienen erst 1795, 1805 und 1808). Er veröffentlichte 1787 (in Leipzig) anonym die Schrift Darstellung des Fürstenbundes und sprach sich darin gegen eine habsburgische Übermacht im Reich und Europa und für ein Gleichgewicht der Mächte aus. In dieser Zeit begann die Freundschaft mit Friedrich Heinrich Jacobi. 1787 unternahm er diplomatische Reisen nach Rom (Koadjutorwahl Karl Theodor von Dalbergs) und in die Schweiz. 1788 wurde er als kurmainzischer Wirklicher Geheimer Legations- und Konferenzrat wichtiger politischer Berater des Kurfürsten, im selben Jahr auch Ratsherr in Schaffhausen. 1791 wurde er kurmainzischer Staatsrat. Müller war an der Berufung von Georg Forster und Wilhelm Heinse nach Mainz massgeblich beteiligt und war Mitarbeiter an der Jenaischen Allgemeinen Literaturzeitung.
Kurz vor der Etablierung der Mainzer Republik wurde Müller 1792 von Kaiser Franz II. nach Wien berufen, wo er u. a. als Diplomat an der Geheimen Hof- und Staatskanzlei und ab 1800 als Kustos an der Hofbibliothek wirkte. In dieser Zeit ergab sich eine Freundschaft u. a. mit Joseph von Hammer-Purgstall und Erzherzog Johann von Österreich. Müller besuchte die Schweiz letztmals 1797 auf diplomatischer Mission und 1804 (Besuch u. a. bei Anne Louise Germaine de Staël und August Wilhelm Schlegel auf Schloss Coppet).
1802 benützte der 22-jährige Schaffhauser Friedrich von Hartenberg, der Müller 1795 als Zögling anvertraut worden war, dessen gleichgeschlechtliche Veranlagung, um ihn zur Herausgabe großer Summen zu bewegen, indem er einen ungarischen Grafen Louis Batthyany Szent Ivany fingierte. Unter diesem Namen führte Hartenberg zehn Monate lang mit Müller einen Briefwechsel, in dem er den Wunsch nach einer dauerhaften Lebensgemeinschaft suggerierte. Müller überwies seinem vermeintlichen Freund sein ganzes Vermögen und weitere ihm anvertraute Gelder. Als der Betrug entdeckt wurde, verklagte Müller Hartenberg, wobei sich letzterer offenbar verteidigte, er sei von Müller sexuell missbraucht worden. Während Hartenberg zu elf Monaten Haft verurteilt wurde, konnte sich Müller durch Eidleistung aus der Affäre ziehen, die jedoch seinem Ruf schadete und ihn auch politisch kompromittierte.
Nach diesem Skandal, der sog. Hartenbergaffäre, begab sich Müller 1804 nach Berlin, wohin er als Hofhistoriograph des Hauses Brandenburg mit geheimem Ratscharakter und Geheimer Kriegsrat berufen worden war. Er wurde auch ordentliches Mitglied der Akademie der Wissenschaften. In Berlin pflegte er Bekanntschaften u. a. mit Alexander von Humboldt, Zacharias Werner, Johann Gottlieb Fichte und Prinz Louis Ferdinand.
Zuerst ein eifriger Befürworter einer militärischen Aktion gegen Frankreich, schickte sich Müller im Herbst 1806 in die Niederlage Preußens und wurde am 20. November 1806 von Napoleon zu einer Audienz empfangen. Müller glaubte im Kaiser ein Werkzeug der göttlichen Vorsehung zu erkennen und entschloss sich, auch auf den Rat enger Freunde hin, die ihm erwiesene Gunst Napoleons nicht auszuschlagen und den weiteren Verlauf der politischen Situation abzuwarten. Müllers umstrittene Berliner Rede im Januar 1807 auf Friedrich den Großen, De la gloire de Frédéric, die mit einer Verneigung vor Napoleon endete, wurde von Goethe mit Zustimmung begrüsst, umgehend ins Deutsche übersetzt und publiziert, in weiten Kreisen aber als Verrat aufgefasst.
Auf persönliche Veranlassung Napoleons wurde Müller 1807 Staatsminister im Königreich Westphalen unter König Jérôme. Müller sah sich dieser Aufgabe jedoch nicht gewachsen und bat um seine Entlassung. Jérôme entließ ihn am 26. Februar 1808 aus diesem Amt, das er seinem Günstling Pierre Alexandre le Camus, Graf von Fürstenstein, gab, und Müller wurde stattdessen Direktor des öffentlichen Unterrichts im Königreich Westphalen. Dabei setzte er sich für zahlreiche von der westphälischen Verwaltung bedrängte Bildungsstätten ein (etwa für die bedrohte Universität Göttingen, wo er seinen alten Freund Christian Gottlob Heyne unterstützte). Er ging gegen die Landsmannschaften vor und hielt die Universitätsbehörden zu scharfer Aufsicht an. Aus Göttingen berichtete ihm hierzu regelmäßig informell Christoph Meiners, u. a. über den in studentischen Fragen gemäßigten amtierenden Prorektor Johann Gottfried Eichhorn. Müllers Nachfolger als Direktor des öffentlichen Unterrichts wurde der frühere Göttinger Staatsrechtler Justus Christoph Leist (1770–1858).
Müller stand zeitlebens in engem Briefkontakt mit Intellektuellen, Staatsmännern und Freunden in Europa und Übersee: als Epistolograph, insbesondere durch die 1798 anonym erschienenen Briefe eines jungen Gelehrten (an Karl Viktor von Bonstetten), wirkte er stark auf die Frühromantiker. Sein umfangreicher Nachlass, darunter rund 20.000 Briefe an ihn, wird in der Stadtbibliothek Schaffhausen aufbewahrt.
Sein gedrungener, u. a. an antiken Vorbildern (v. a. Tacitus, Cäsar und Thukydides) orientierter deutscher Prosastil wurde einerseits bewundert (z. B. von Friedrich Gundolf und dem George-Kreis), aber auch heftig abgelehnt und karikiert.

## Wirkung

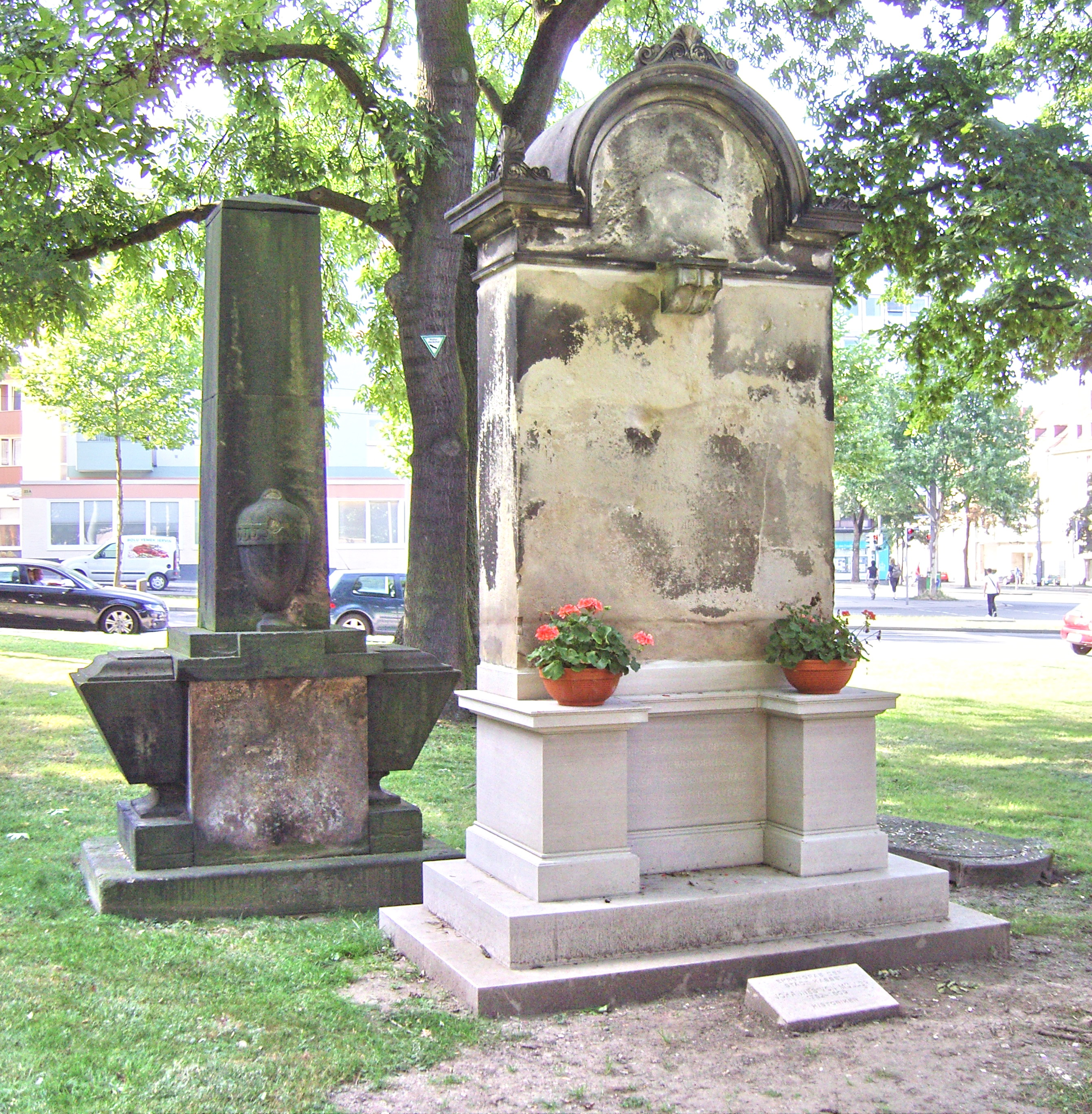
Das vom bayerischen König 1852 gestiftete Grabmal, nach einem Entwurf von Friedrich Brugger und Leo von Klenze

Friedrich Schiller verneigte sich vor Müller, indem er ihn im letzten Akt seines Wilhelm Tell (1804) erwähnte: „ein glaubenwerther Mann, Johannes Müller bracht’ es von Schaffhausen“. Goethe schrieb nach Müllers Tod: „Unser abgeschiedener Freund war eine von den seltsamsten Individualitäten, die ich gekannt habe. Er ist eine Natur, dergleichen auch nicht wieder zum Vorschein kommen wird.“
Müller war u. a. Anreger der Walhalla bei Regensburg (König Ludwig I. von Bayern war ein grosser Bewunderer Müllers und stiftete auch sein Grabmal in Kassel) sowie der Monumenta Germaniae Historica; er führte den Begriff Bundesrepublik (nach Montesquieu) in die deutsche Sprache ein.
Als patriotischer Nationalgeschichtsschreiber wie auch als teleologisch-providentiell ausgerichteter Universalhistoriker wirkte er als Förderer und Vorbild stark auf die schweizerische und deutsche Geschichtsschreibung der ersten Hälfte des 19. Jahrhunderts (z. B. Arnold Heeren, Leopold von Ranke, Friedrich von Raumer oder Johann Friedrich Böhmer), sein Werk ist ein originelles Beispiel narrativ-literarisch durchgestalteter, politisch aufgeladener Geschichtsschreibung im Übergang von der Aufklärungshistorie zum Historismus.
Aufgrund seiner abrupten Parteinahme für Napoleon und seiner verhältnismässig offen gelebten und auch in seinem Werk überraschend präsenten Männerliebe, die ihn aufgrund seiner tiefen Frömmigkeit schwer belastete, war er als Person und Autor im 19. und 20. Jahrhundert Ziel z. T. heftiger Diffamationen, neben dem Berliner Nordsternbund, dem unter anderem Adelbert von Chamisso angehörte, und den Heidelberger Romantikern trugen u. a. Eduard Fueter, Friedrich Meinecke oder Emil Ermatinger (1873–1953) zum kontroversen Bild Müllers in der Geistesgeschichte bei; seine Mittlerstellung zwischen Aufklärung und Gegenaufklärung z. B. wurde Müller als Charakterschwäche ausgelegt, die Bewunderung der Zeitgenossen als Verblendung und Überschätzung dargestellt.
Auch die Vereinnahmung Johannes von Müllers durch rechtskonservativ-nationale Kreise (z. B. durch Gonzague de Reynold, Ernst Bertram, Rolf Henne oder im Rahmen der Geistigen Landesverteidigung der 1930er Jahre) und die methodische Kritik liberaler und sozialhistorisch orientierter Forscher des 19. und 20. Jahrhunderts an Müllers Schweizergeschichte haben bis heute zu Abwehrreflexen der kritischen Forschung gegenüber Johannes von Müllers Werk und seiner Person geführt.
Arno Schmidt setzte sich 1959 in seinem für den SDR verfassten Radio-Essay Johannes von Müller oder vom Gehirntier mit Müller und seinem umfangreichen Werk auseinander.
Paul Derks widmete Müller 1990 in seinem Kompendium zum Diskurs von „Homosexualität und Öffentlichkeit in der deutschen Literatur 1750–1850“ (Die Schande der heiligen Päderastie) den umfassenden kulturkritischen Essay Ein glaubenswerter Mann, Johannes Müller.
Neuere Lexika und Handbücher zur Historiographiegeschichte zählen Müller meist zu den Epigonen oder erwähnen ihn gar nicht.

## Werke
- Allgemeine Aussicht über die Bundesrepublik im Schweizerland. Deutsche Fassung, 1776–1777. Hrsg. von Doris und Peter Walser-Wilhelm. 2 Bände. Ammann, Zürich 1991, ISBN 3-250-50000-3.
- Vue générale de l’histoire du genre humain. 2 Bände. Cotta, Tübingen 1817–19.
- (Als Herausgeber:) Die Posaune des Heiligen Kriegs aus dem Munde Mohammed Sohns Abdallah des Propheten. Johann Friedrich Gleditsch, Leipzig 1806.
- „In kleinen Staaten ersterben große Gedanken aus Mangel großer Leidenschaften.“ Begegnungen mit Johannes von Müller. Ein Lesebuch. Hrsg. v. Stefan Howald. Wallstein, Göttingen 2003, ISBN 3-89244-601-6.

Briefe
- Der Briefwechsel der Brüder Johann Georg Müller und Johannes v. Müller 1789–1809. Hrsg. v. Eduard Haug. Huber, Frauenfeld 1893.
- Johannes von Müller, Johann Georg Müller: Briefwechsel und Familienbriefe 1766–1789. Hrsg. von André Weibel. 6 Bände. Wallstein, Göttingen 2009–2011, ISBN 978-3-8353-0453-6, ISBN 978-3-8353-0487-1.
- „Einen Spiegel hast gefunden, der in allem Dich reflectirt“. Briefe an Graf Louis Batthyány Szent-Iványi. Hrsg. von André Weibel. 2 Bände. Wallstein, Göttingen 2014, ISBN 978-3-8353-1383-5.
- Bonstettiana. Hrsg. von Doris und Peter Walser-Wilhelm. 14 Bände. Wallstein/Lang, Bern/Göttingen 1996–2011, ISBN 3-906757-90-0.

Gesamtausgabe
- Sämmtliche Werke. Hrsg. v. Johann Georg Müller. 27 Bände. Cotta, Stuttgart 1810–19. – 2. Auflage 1831–35 in 40 Bänden.